# 056형 호위함
056형 호위함(중국어: 056型轻型护卫舰, 영어: Type 056 corvette, NATO CODENAME: Jiangdao Class Corvette)은 중국인민해방군 해군의 경량호위함으로 장도우급 호위함이라고도 부른다.2013년부터 31척이 취역되었으며 주로 근해방어 대잠수함작전 순찰임무 등을 수행한다. 배수량 1,440t급으로 헬기장, 함포, 속사포 등은 물론 레이다에 잘 잡히지 않는 스텔스 기능까지 갖춘 것으로 알려졌다. 내항성(耐航性)과 거주조건의 개선으로 중국해군의 노화된 053형 호위함과 037형 초계함을 대체할 것으로 보여진다.
2척의 1800톤 호위함 P18N은은 나이지리아로 이송되었으며 4척의 1300톤 콜베트함은 방글라데시에 판매되었다.

## 무기체계

### 대함미사일
2X2연장 YJ-83 대함미사일발사장치가 설치되여 있으며 순항비행고도가 35M,목표물 접근시 5-7M로 비행하며 최대 사정거리는 150-180KM이다

### 주함포
H/PJ-26형 속사함포는 분당 30발/60발/120발 속도조절가능하며 최대 사정거리 17,000M,상하공격각도 -15~85도로 대함 대공 사격능력을 갖추고 있다.

### 방공
8연장 HQ-10단거리 방공미사일이 탑재되여 있으며 능동/피동식 유도방식으로 사정거리는
10KM이상이다.

### 전자장비
364식 레이다를 탑재하고 있다. 사격통제 레이다로는 344식 레이다가 있다.

## 대잠수함개량형
2015년 4월 새로 진수된 056형 호위함 뒤부분이 이전함정과 다르게 설계되었다. 예인 음탐기 탑재된걸로 전문가들은 분석했다.이 유형의 056형 호위함은 056A형 호위함이라고도 부른다.

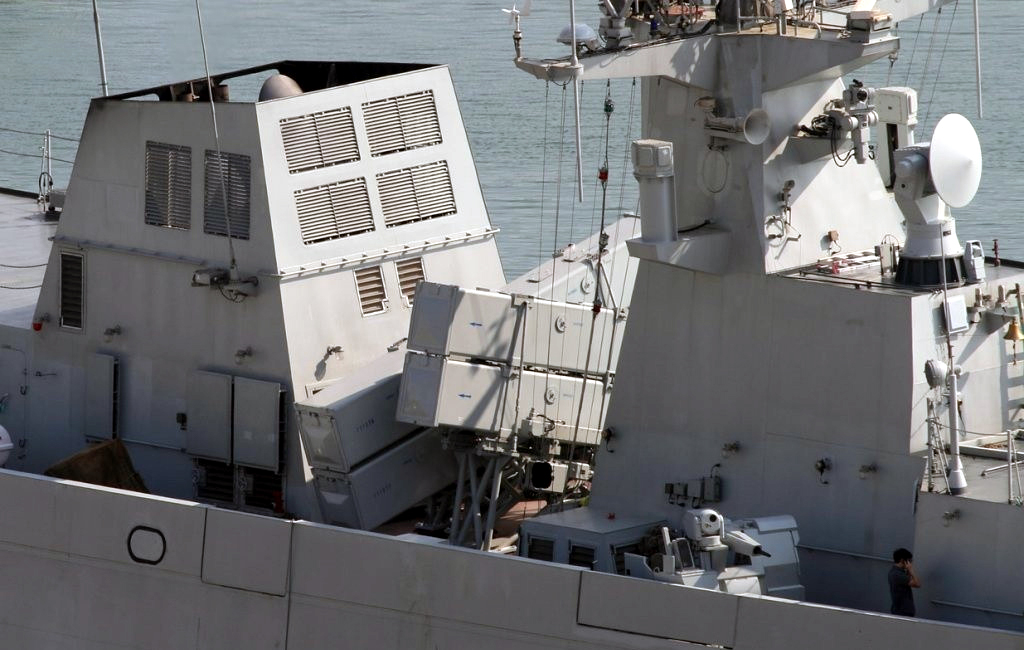
YJ-83대함미사일 발사장치

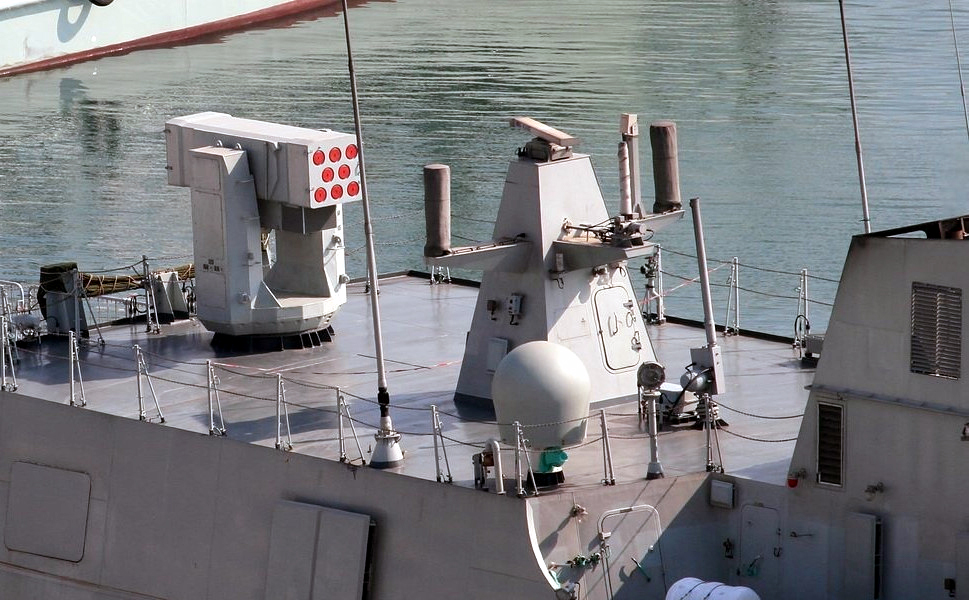
HQ-10 단거리 방공미사일 발사장치

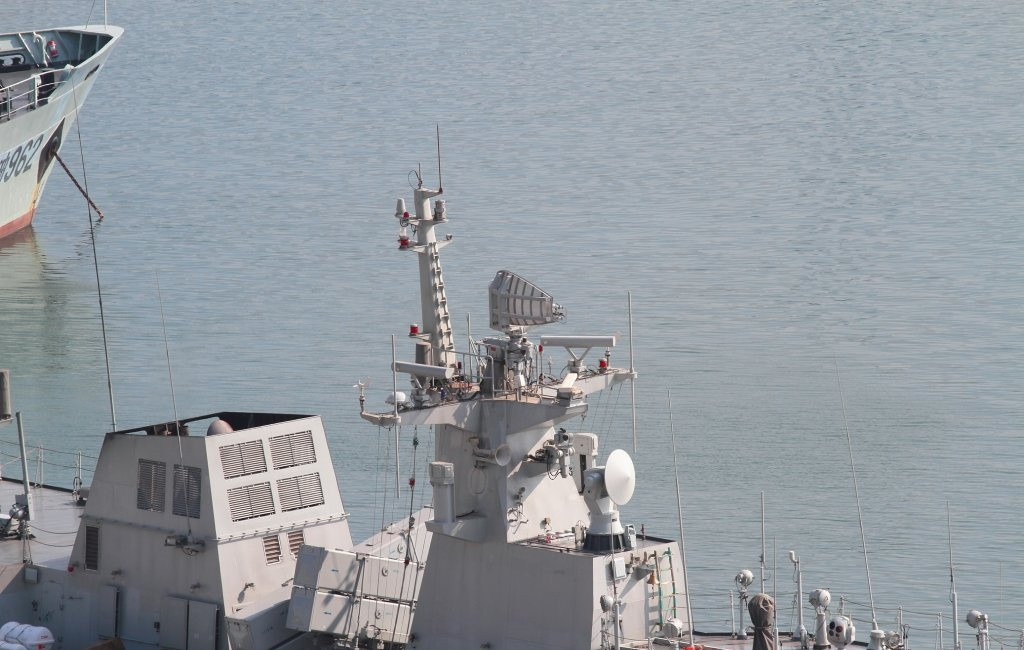
364대공/대함 탐지 레이다